# 摩根士丹利董事合唱團
摩根士丹利董事合唱團是美國投資銀行摩根士丹利成立的合唱團，由超過70名董事總經理組成，俗稱「大摩合唱團」。現時領唱者為亞太區聯席首席執行官高浩澧。

## 成立背景
摩根士丹利一向支持慈善基金「愛心聖誕大行動（Operation Santa Claus）」的籌款活動，該慈善基金是由香港電台及南華早報合辦。摩根士丹利為了協助該慈善基金籌款，於2002年成立「摩根士丹利董事合唱團」。
摩根士丹利援助服務的宗旨是幫助小朋友。

## 慈善活動
每年的聖誕節，均由摩根士丹利員工捐款，一眾董事總經理及慈善機構的義工負責慈善演出，所得善款用作資助香港慈善機構的運作。
摩根士丹利表示不但鼓勵員工捐款，亦會鼓勵他們多參與社區活動，善用他們的能力服務社區。

## 歷屆領唱者 (部份)
- 文禮信 (2004)
- 唐奧文 (2010)
- 高浩灃 (2014-2015)

## 受惠機構 (部份)
- 龍耳
- 微笑行動